# Organizační učení
Organizační učení je proces vytváření, zachování a předávání znalostí v rámci organizace. Jeho účelem je zefektivňování nejrůznějších složek důležitých pro správné fungování organizace. Zásadním východiskem organizačního učení je přesvědčení, že organizace jsou klíčovými místy zprostředkovávající učení společnosti (jednotlivců, skupin, či celé organizace), a tudíž, že velká část každodenního učení probíhá právě v nich.

## Typy organizačního učení
Organizační učení rozdělujeme podle zdrojů získaných informací – znalostí.
1. kongenitální – jsou znalosti, které v organizaci nebo mimo ni existují již při jejím vzniku, nebo jsou čerpány z minulých zkušeností jiných organizací
2. zkušenostní – jsou to znalosti získané vlastním učením, vlastní zkušeností v organizaci.
3. zprostředkované nebo také interorganizační – učení se ze zkušeností jiných organizací
4. převzaté – je to učení se od lidí, kteří nově vstupují do organizace, či učení vytvořené propojením s jinou organizací

## Úrovně organizačního učení
Organizační učení probíhá na několika úrovních současně. Jde ale říci, že tyto úrovně jsou natolik propojené, že je nemusíme vůbec rozdělovat. Jedna úroveň je zásadní pro existenci té druhé. Pro lepší představu jsou zde však rozděleny a popsány.
- Individuální učení je nejmenší jednotkou, ve které může dojít k učení. Jednotlivec se učí novým dovednostem a jeho produktivita práce se může zvýšit, když získá odborné znalosti. Toto učení je ovlivněno interakcí jedince s ostatními členy organizace a vnějšími vlivy prostředí.

- Skupinové učení je největší jednotka, při které může dojít k učení. Existují dva názory na vznik skupinového učení v organizaci. Prvním názorem je, že skupinové učení je proces, ve kterém skupina jako celek rozhodne o svém postupu, dostane na něho zpětnou vazbu, a podle této zpětné reakce mění svá stanoviska a postupy → učí se. Další názor je, že skupinové učení nastane ve chvíli, kdy člen sdílí svoje individuální znalosti s ostatními členy skupiny. Individuální vzdělávání se tak promění ve skupinové učení.

- Organizační učení je způsob, jakým organizace vytváří a strukturuje znalosti týkající se jejich funkce a kultury. Organizační učení probíhá v celé organizaci ve všech jejích aktivitách různou rychlostí. Cílem organizačního učení je přizpůsobit metody a výkon organizace měnícímu se okolnímu prostředí.

## Průběh organizačního učení
Organizační učení se skládá z několika fází, které je nutné dodržet v přesném pořadí. Názory na obsah těchto fází se liší.
- Huber (1991) popisuje učení v organizaci za využití konstruktů, které vycházejí spíše z teorie informace, a popisuje tak učení v linii: příjem informací, distribuce informací, interpretace informací a organizační paměť.[4]

- Crossan et al. (1999) mají za to, že tři úrovně organizačního učení (individuální, skupinová a organizační) jsou propojeny čtyřmi širokými kategoriemi sociálních a psychologických procesů: uplatnění intuice (intuiting), interpretace, integrace a institucionalizace.[5] Prolínání těchto procesů, jejich přesnější popis a fungování na jednotlivých úrovních seskupení znázorňují autoři Crossan a Hulland v podobě tzv. rámce SLAM (Strategic Learning Assessment Map).

Můžeme tedy říci, že pro fungování organizačního učení je základním kamenem příjem informací, které pak vytvářejí intelektuální kapitál = zásoba znalostí v organizaci.